# Christian French (cantante)
Christian French (Fishers, Indiana; 17 de marzo de 1997) es un cantante y compositor estadounidense de música pop, afincado en Los Ángeles, California. Aprendió a tocar el piano viendo tutoriales en YouTube, y en la escuela secundaria comenzó a publicar covers de canciones en SoundCloud.

## Biografía
Mientras estudiaba medicina en la Universidad de Indiana, empezó a escribir música original. Tras abandonar la universidad, se mudó a Los Ángeles y sacó algunos singles con el productor Triegy, incluyendo su primer tema, "Fall for You", que entró en la lista de los 50 virales de Spotify en Estados Unidos. Le siguió "By Myself", también una colaboración con Triegy, que obtuvo más de 50 millones de reproducciones en Spotify.
En 2018 se asoció con el productor Dru Decaro, nominado al Grammy, y lanzó su EP de debut, "natural colors"; y el sencillo "Sweet Home". Ese mismo año salió de gira con la cantante Chelsea Cutler en su Sleeping with Roses Tour. En 2019, French participó como invitado en el sencillo de Hoodie Allen "Come Around", y salió de gira con Quinn XCII en la gira de primavera de From Tour With Love. Ese mismo año, French firmó un contrato con Disruptor Records/Sony Music y publicó su EP de 6 canciones titulado "bright side of the moon", en el que reflexionaba sobre la salud mental y las historias románticas. Su sencillo "Head First", producido por Andrew Luce, acumuló más de 32 millones de reproducciones en Spotify y 2 millones en YouTube. El vídeo que lo acompaña se estrenó en Billboard el 18 de junio de 2020.
El 17 de enero de 2020, el video de su tema "time of our lives" se estrenó en Ones to Watch. En marzo de ese mismo año, la revista Time nombró su sencillo, "crowded room", una de sus Mejores Nuevas Canciones de la Semana, y apareció en la lista de reproducción de Spotify New Music Friday. Su próximo EP, las cosas Buenas Toman Tiempo, está planificado para liberación en verano 2020. La primera pista de aquella liberación, "i piensa demasiado", estuvo liberado en primavera 2020.

## Vida personal
Conforme fue creciendo, French se consolidó como un ávido jugador de hockey. French jugó en equipos locales de Indianápolis durante gran parte de su juventud. Durante la temporada 2013-2014, French fue el capitán del equipo Indiana Jr. Ice U16 AAA, en el que jugaba Logan Brown, que fue seleccionado en el Entry Draft de la NHL de 2016 en el puesto 11 por los Ottawa Senators. En sus tres años en la Universidad de Indiana, French jugaría cada año para el equipo de hockey universitario.

## Discografía
| Título                        | Detalles |
| ----------------------------- | --- |
| Colores naturales             | - Lanzamiento: 20 de diciembre de 2018 - Discográfica: Disruptor Records/RCA Records - Formatos: Descarga Digital, Streaming  |
| Lado brillante de la luna     | - Lanzamiento: 9 de agosto de 2019 - Discográfica: Disruptor Records/RCA Records - Formatos: Descarga Digital, Streaming      |
| Cabeza primero (remixes)      | - Lanzamiento: 3 de julio de 2020 - Discográfica: Disruptor Records/RCA Records - Formatos: Descarga Digital, Streaming       |
| Las cosas buenas toman tiempo | - Lanzamiento: 18 de septiembre de 2020 - Discográfica: Disruptor Records/RCA Records - Formatos: Descarga Digital, Streaming |

| Título                                | Detalles |
| ------------------------------------- | --- |
| «Caída para ti» (con Triegy)          | - Lanzamiento: 24 de octubre de 2016 - Discográfica: Disruptor Records/RCA Records - Formatos: Descarga Digital, Streaming   |
| «Muriendo Vivo» (con Triegy)          | - Lanzamiento: 6 de enero de 2017 - Discográfica: Disruptor Records/RCA Records - Formatos: Descarga Digital, Streaming      |
| «Por Yo» (con Triegy)                 | - Lanzamiento: mayo 2016, 2017 - Discográfica: Disruptor Records/RCA Records - Formatos: Descarga Digital, Streaming         |
| «Hecho del Inicio» (con Triegy)       | - Lanzamiento: 31 de agosto de 2017 - Discográfica: Disruptor Records/RCA Records - Formatos: Descarga Digital, Streaming    |
| «Paseo de amor»                       | - Lanzamiento: 16 de noviembre de 2017 - Discográfica: Disruptor Records/RCA Records - Formatos: Descarga Digital, Streaming |
| «Superstars»                          | - Lanzamiento: 1 de junio de 2018 - Discográfica: Disruptor Records/RCA Records - Formatos: Descarga Digital, Streaming      |
| «Casa dulce»                          | - Lanzamiento: 1 de agosto de 2018 - Discográfica: Disruptor Records/RCA Records - Formatos: Descarga Digital, Streaming     |
| «Corazones de Oro» (con MILES)        | - Lanzamiento: 24 de octubre de 2018 - Discográfica: Disruptor Records/RCA Records - Formatos: Descarga Digital, Streaming   |
| «Nieve pesada»                        | - Lanzamiento: 15 de marzo de 2019 - Discográfica: Disruptor Records/RCA Records - Formatos: Descarga Digital, Streaming     |
| «Rompiendo todas las reglas»          | - Lanzamiento: 19 de abril de 2019 - Discográfica: Disruptor Records/RCA Records - Formatos: Descarga Digital, Streaming     |
| «Cabeza primero»                      | - Lanzamiento: 17 de mayo de 2019 - Discográfica: Disruptor Records/RCA Records - Formatos: Descarga Digital, Streaming      |
| «Venido Alrededor» (con Hoodie Allen) | - Lanzamiento: 21 de junio de 2019 - Discográfica: Disruptor Records/RCA Records - Formatos: Descarga Digital, Streaming     |
| «hungover sunday»                     | - Lanzamiento: 12 de julio de 2019 - Discográfica: Disruptor Records/RCA Records - Formatos: Descarga Digital, Streaming     |
| «Tiempo de nuestras vidas»            | - Lanzamiento: 17 de enero de 2020 - Discográfica: Disruptor Records/RCA Records - Formatos: Descarga Digital, Streaming     |
| «Habitación llenada»                  | - Lanzamiento: 6 de marzo de 2020 - Discográfica: Disruptor Records/RCA Records - Formatos: Descarga Digital, Streaming      |
| «yo pienso demasiado»                 | - Lanzamiento: 17 de abril de 2020 - Discográfica: Disruptor Records/RCA Records - Formatos: Descarga Digital, Streaming     |
| «Marca o rotura arriba»               | - Lanzamiento: 10 de julio de 2020 - Discográfica: Disruptor Records/RCA Records - Formatos: Descarga Digital, Streaming     |
| «El papel delgado»                    | - Lanzamiento: 7 de agosto de 2020 - Discográfica: Disruptor Records/RCA Records - Formatos: Descarga Digital, Streaming     |

### Remixes
- «Cabeza primero (HALP remix)» - 2020
- «Cabeza primero (Resbalón Rosa x inverness remix)» - 2020
- «Cabeza primero (Young Bombas remix)» - 2020